# Джемборі

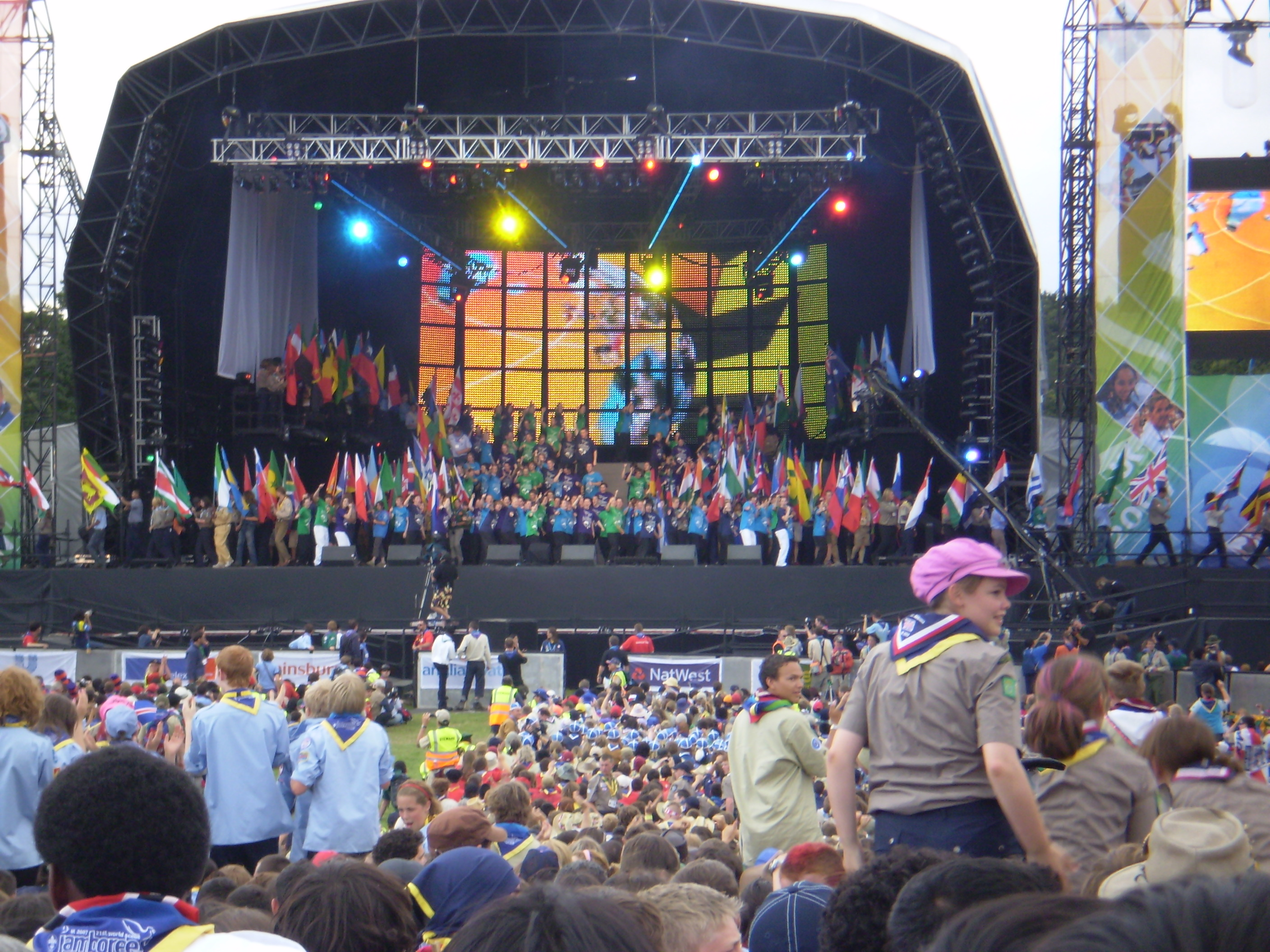
21-ше Світове скаутське Джемборі з нагоди 100-ліття скаутингу. Велика Британія, 2007

Дже́мборі (англ. Jamboree) — традиційний скаутський злет в таборових умовах. Вперше міжнародне скаутське джемборі відбулось 1920 року у Великій Британії. З того часу Світові джемборі проводяться постійно кожні чотири роки.

## Походження слова
Етимологія слова 'Jamboree, яке вживається у американській англійській мові з 1868, достеменно невідома. Улюбленою теорію у скаутському русі є та, що це поняття походить з індіанської мови і означає «мирна зустріч всіх народів», хоча наукового підтвердження цієї теорії немає. У нормальному англійському слововживанні Jamboree означає свято або гулянку. З буденної мови слово в цьому значенні майже зникло і вживається багатьма лише в іронічному значенні.

## Світові скаутські джемборі
Світові скаутські джемборі (англ. World Scout Jamboree) проводяться ВОСР. Перше Світове скаутське Джемборі відбулось 1920 році у Лондоні, у ньому взяло участь 8000 скаутів з 27 країн світу. Воно відбувалось під керівництвом Роберта Бейден-Пауела. З того часу Джемборі, організовані ВОСР, відбуваються кожні 4 роки.
Кількість учасників 20-го Світового скаутського Джемборі, яке відбулось у 2002/2003 році скала 25000. Брати участь у цій акції можуть лише члени національних скаутських організацій, які належать до Всесвітньої організації скаутського руху і Всесвітньої асоціації дівчат-гайдів та дівчат-скауток. Учасники мають бути у віці від 14 до 17 років на момент проведення Джемборі. Через обмеження на участь у Світовому скаутському Джемборі лише для членів ВОСР і ВАДГДС, свої Джемборі проводять також і інші об'єднання скаутів. Наприклад, Всесвітня федерація незалежних скаутів, на Джемборі якої у 2002 році у Данії взяло участь близько 2000 скаутів.
Останнє Джемборі з нагоди 100-ліття скаутського руху відбувалось у 2007 році у Великій Британії, країні де був заснований скаутський рух. Наступне відбудеться в 2011 році у Швеції.

### Дати і місця проведень Світових скаутських Джемборі
| Рік проведення | Назва                                 | Місце проведення                               | Кількість учасників | Кількість країн | Примітки                                                                                    |
| -------------- | ------------------------------------- | ---------------------------------------------- | ------------------- | --------------- | ------------------------------------------------------------------------------------------- |
| 1920           | 1-ше Світове скаутське Джемборі       | Olympia Arena, Лондон, Велика Британія         | 8.000               | 34              |                                                                                             |
| 1924           | 2-ге Світове скаутське Джемборі       | Ermelunden, Копенгаген, Данія                  | 4.549               |                 |                                                                                             |
| 1929           | 3-тє Світове скаутське Джемборі       | Arrowe Park, Беркенгед, Велика Британія        | 50.000              | 73              |                                                                                             |
| 1933           | 4-те Світове скаутське Джемборі       | Геделле, Угорщина                              | 25.793              |                 |                                                                                             |
| 1937           | 5-те Світове скаутське Джемборі       | Vogelenzang, Бльомендейл, Нідерланди           | 28.750              | 54              |                                                                                             |
|                |                                       |                                                |                     |                 | Під час Другої світової війни жодне Джемборі не відувалось.                                 |
| 1947           | 6-те Світове скаутське Джемборі       | Мойсон, Франція                                | 24.152              | 42              | також відоме як Джемборі миру                                                               |
| 1951           | 7-ме Світове скаутське Джемборі       | Бед Ійшл, Австрія                              | 12.884              | 73              |                                                                                             |
| 1955           | 8-ме Світове скаутське Джемборі       | Ніагара-он-да-Лейк, Онтаріо, Канада            | 11.139              | 71              |                                                                                             |
| 1957           | 9-те Світове скаутське Джемборі       | Sutton Park, Саттон Колдфільд, Велика Британія | 30.000              | 82              | 50-річчя від заснування скаутського руху                                                    |
| 1959           | 10-те Світове скаутське Джемборі      | Mount Makiling, Лагуна, Філіппіни              | 12.203              | 44              |                                                                                             |
| 1963           | 11-те Світове скаутське Джемборі      | Марафон, Греція                                | 10.394              | 89              |                                                                                             |
| 1967           | 12-те Світове скаутське Джемборі      | Farragut State Park, Айдахо, США               | 12.011              |                 |                                                                                             |
| 1971           | 13-те Світове скаутське Джемборі      | Asagiri Heights, Фуджомія, Японія              | 23.758              | 87              |                                                                                             |
| 1975           | 14-те Світове скаутське Джемборі 1975 | Lake Mjosa, Ліллехаммер, Норвегія              | 17.259              | 91              |                                                                                             |
| 1979           | (15-те Світове скаутське Джемборі)    | Нішапур, Іран                                  |                     |                 | Воно було відмінене через ісламську революцію. Через це проводився «Рік Світового Джемборі» |
| 1983           | 15-те Світове скаутське Джемборі      | Kananaskis Country, Калгарі, Канада            | 14.752              | 97              |                                                                                             |
| 1987           | 16-те Світове скаутське Джемборі      | Сідней, Новий Південний Уельс, Австралія       | 13.434              | 98              |                                                                                             |
| 1991           | 17-те Світове скаутське Джемборі      | Soraksan National Park, Південна Корея         | 20.000              | 135             |                                                                                             |
| 1995           | 18-те Світове скаутське Джемборі      | Дронтен, Флеволант, Нідерланди                 | 28.960              | 166             |                                                                                             |
| 1998/99        | 19-те Світове скаутське Джемборі      | Пікаркрім, Чилі                                | 31.000              | 157             |                                                                                             |
| 2002/03        | 20-те Світове скаутське Джемборі      | Сатахіп, Таїланд                               | 24.000              | 147             |                                                                                             |
| 2007           | 21-ше Світове скаутське Джемборі      | Hylands Park, Челмсфорд, Велика Британія       | 40.000              | 158             | 100-річчя скаутського руху                                                                  |
| 2011           | 22-ге Світове скаутське Джемборі      | Ріхабі, Швеція                                 |                     |                 |                                                                                             |
| 2015           | 23-тє Світове скаутське Джемборі      | Хірахама, Японія                               |                     |                 |                                                                                             |

Поруч зі Світовими Джемборі, що відбуваються кожні 4 роки, щорічно відбуваються Світові скаутські Джемборі по радіо (англ. World Scout Jamboree On The Air (JOTA)) та Світові скаутські Джемборі через інтернет (англ. World Scout Jamboree On The Internet (JOTI))

### Світові скаутські Джемборі по радіо
Світові скаутське Джемборі по радіо це світова зустріч скаутів за допомоги аматорських радіостанцій. Воно відбувається з 1958 року у треті вихідні жовтня. Завдяки більш ніж 500000 учасників ця акція є найбільшою регулярною акцією, що її проводять скаути у світі.

### Світові скаутські Джемборі через інтернет
Світові скаутські Джемборі через інтернет є міжнародною скаутською зустріччю скаутів в інтернеті, що як і JOTA відбувається у треті вихідні жовтня щороку. У ці вихідні зустрічаються скаути зі всього світу в чаті, листуються через електронну пошту та спілкуються через інтернет телефонію. В багатьох місцях скаути зустрічаються не лише віртуально, а також на спеціальних зустрічах, які проводять національні організації, члени ВОСР/ Контакти, які здобуваються під час таких зустрічей, дуже часто використовуються і надалі для налагодження зв'язків між різними національними організаціями. Джемборі через інтернет відбувається з 1996 року.

## Регіональні джемборі

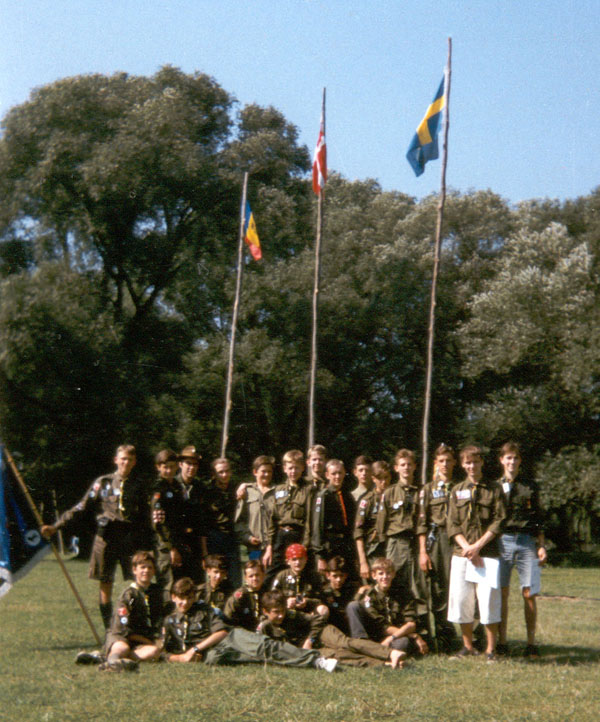
Учасники Першого всеукраїнського скаутського джемборі

Окрім світових Джемборі часто проводяться менші за масштабами, наприклад Джемборі окремих регіонів — Центральноєвропейське джемборі, Балтійське джемборі, Євразійське джемборі, Тихоокеанське джемборі чи національні Джемборі окремих країн.

## Українські джемборі
Перше всеукраїнське скаутське джемборі відбулось 15-25 серпня 1996 року поблизу Невицького замку на Закарпатті. Джемборі відбулося за керівництва та організації пластового куреня «Лісові Чорти» (голова оргкомітету — Нестор Дацишин). У Джемборі взяло участь понад 700 учасників — пластуни України, Словаччини, Польщі, США, Канади та Німеччини, а також представники інших скаутських організацій України, Швеції, Молдови, Данії, Франції та Польщі.
Друге всеукраїнське скаутське джемборі, яке було приурочене 20-й річниці відродження Пласту в Україні, відбулося 19-23 серпня 2009 року. Відбулося воно у долині Джуринського (Червоногородського) водоспаду поблизу села Нирків Заліщицького району Тернопільської області неподалік Червоногородського замку. На Джемборі було зареєстровано понад 1300 пластунів зі всіх куточків України, а також із США, Німеччини, Бельгії та Естонії. Серед учасників Джемборі були також скаути з Алжиру, Грузії та Польщі.  [Архівовано 28 серпня 2009 у Wayback Machine.] (Більше фотографій є на Commons)

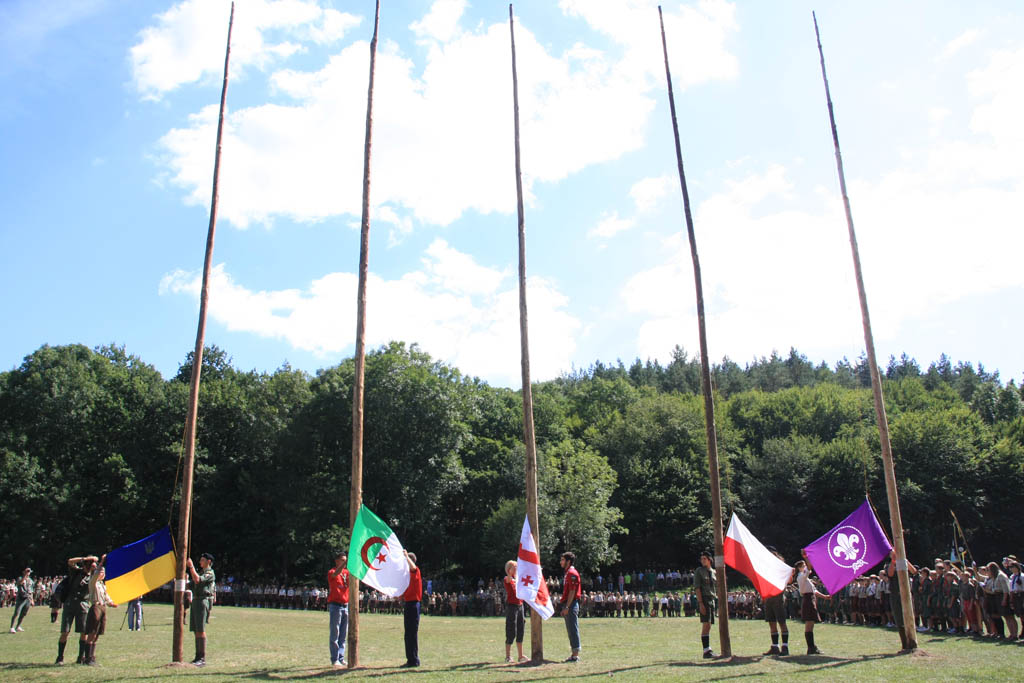
Церемонія відкриття Другого всеукраїнського скаутського джемборі
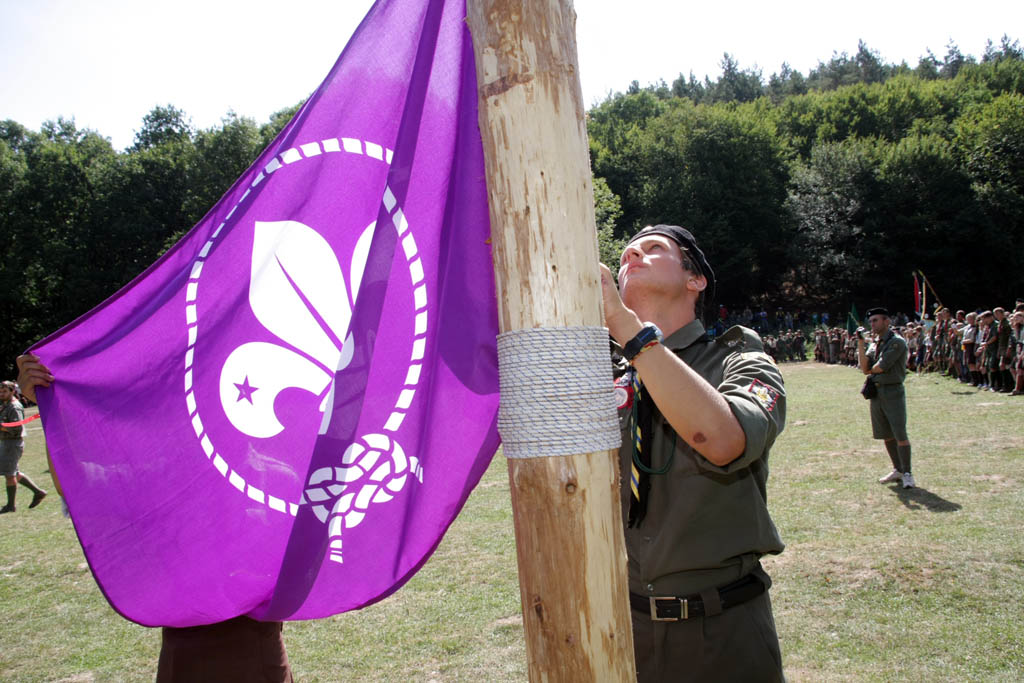
Підняття прапора ВОСР
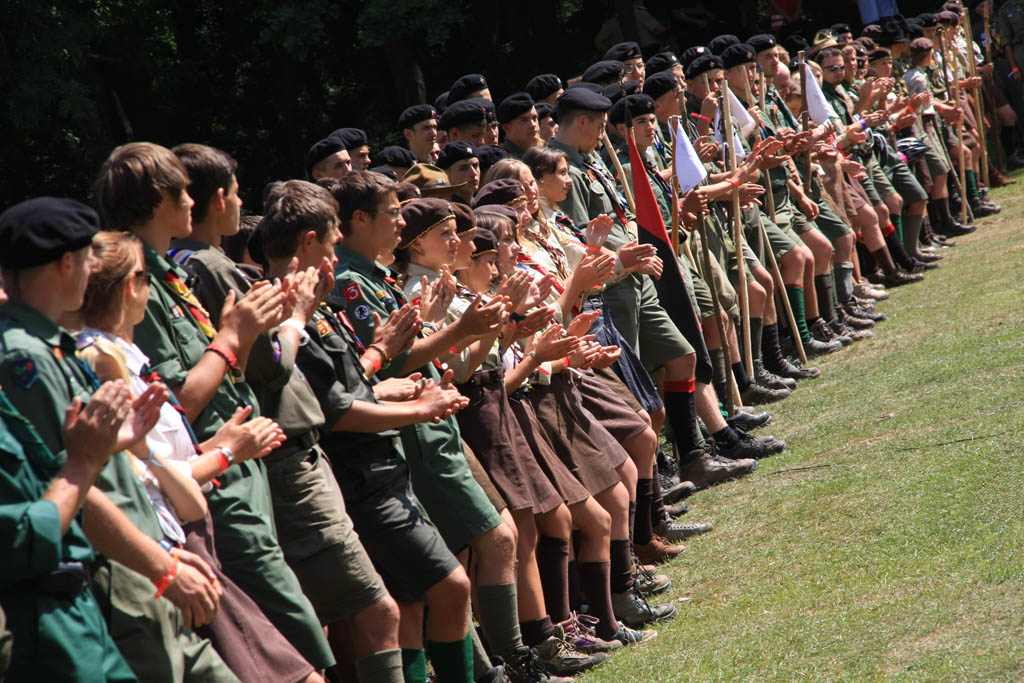
Учасники церемонії відкриття
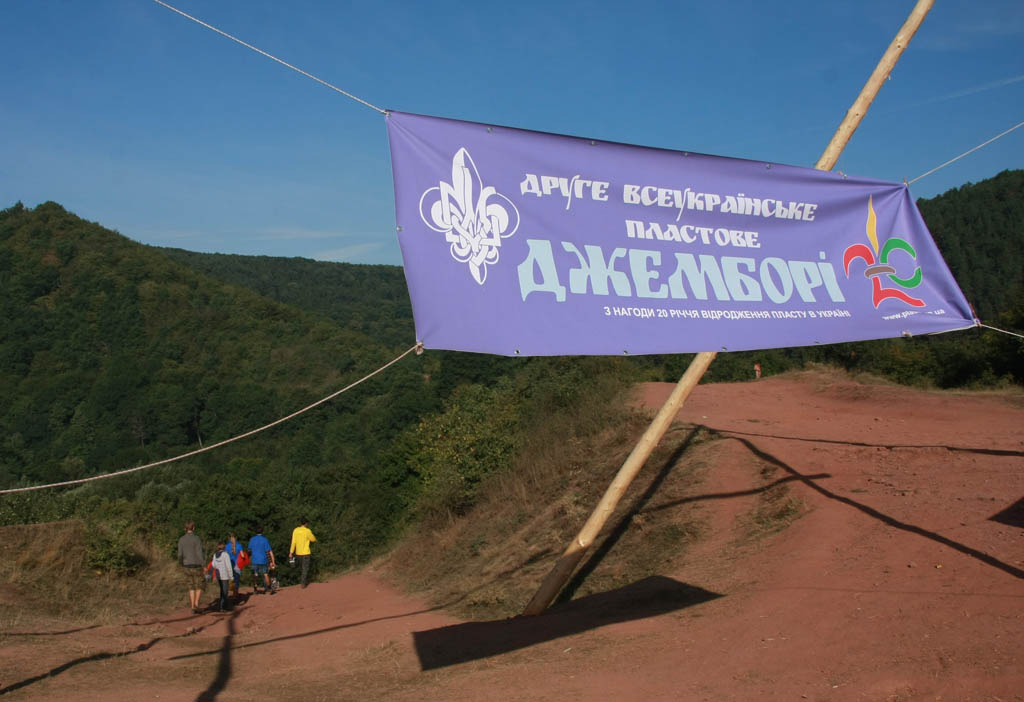
Головна брама Джемборі
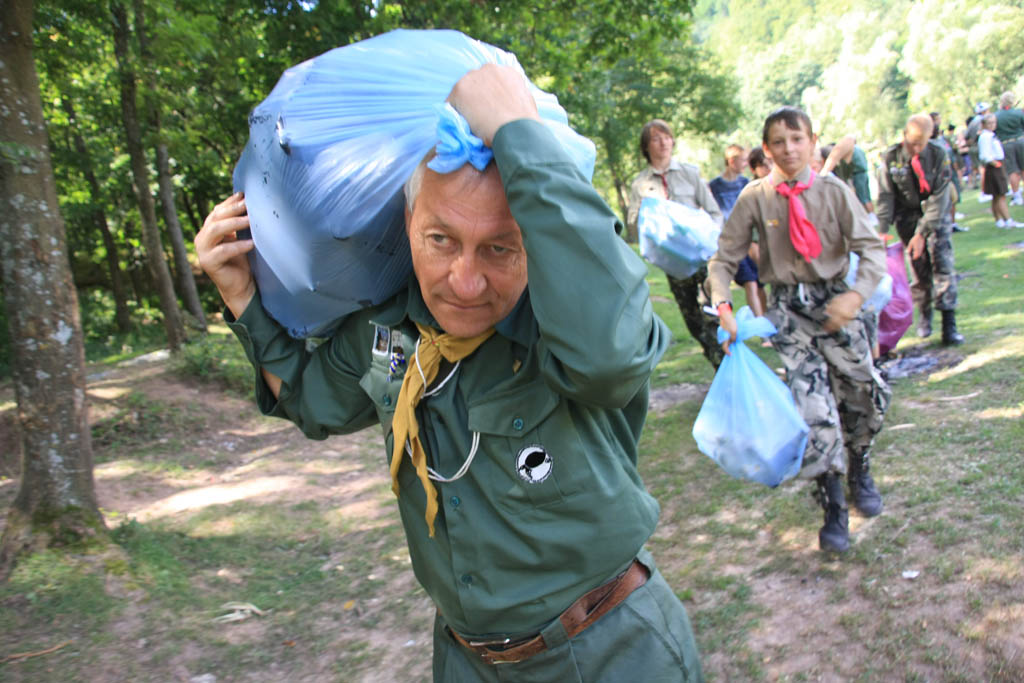
Прибирання території
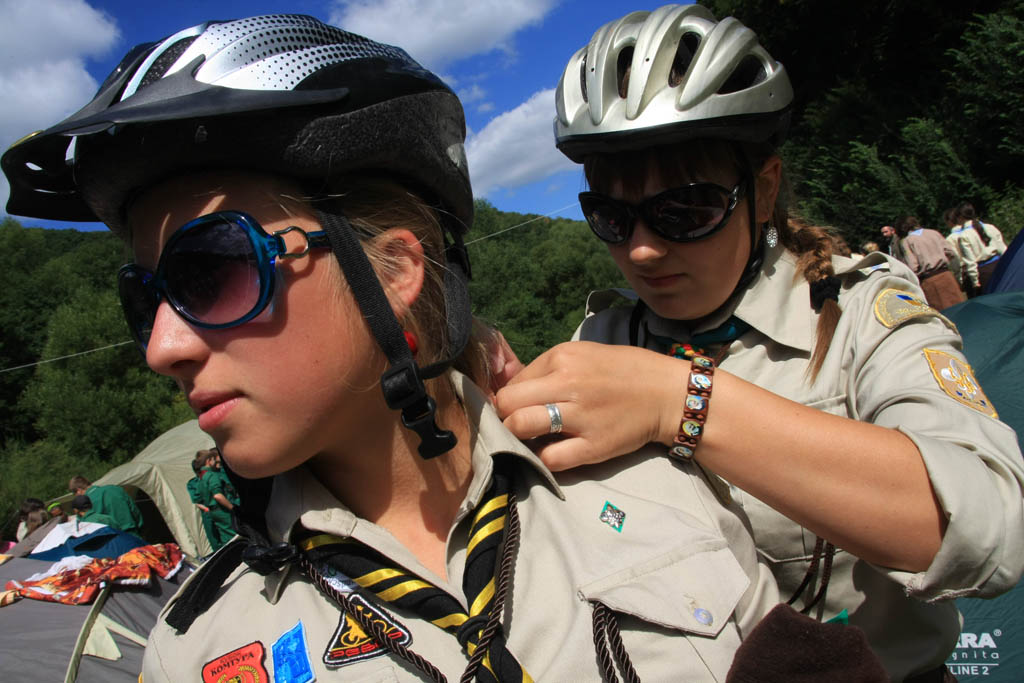
Учасники веломандрівного табору "Ревор"
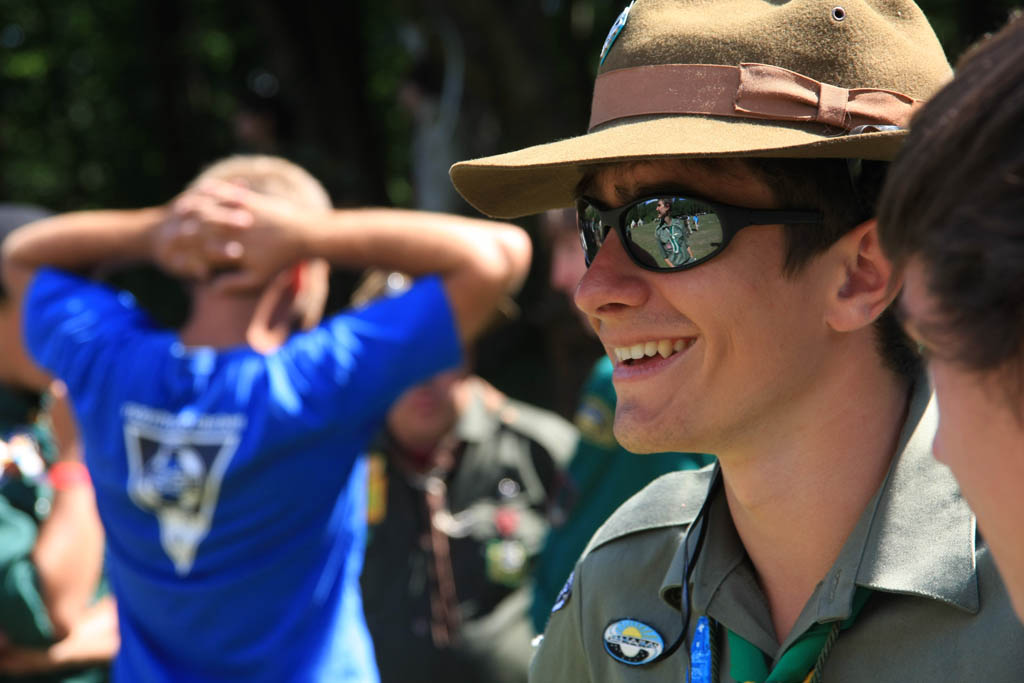
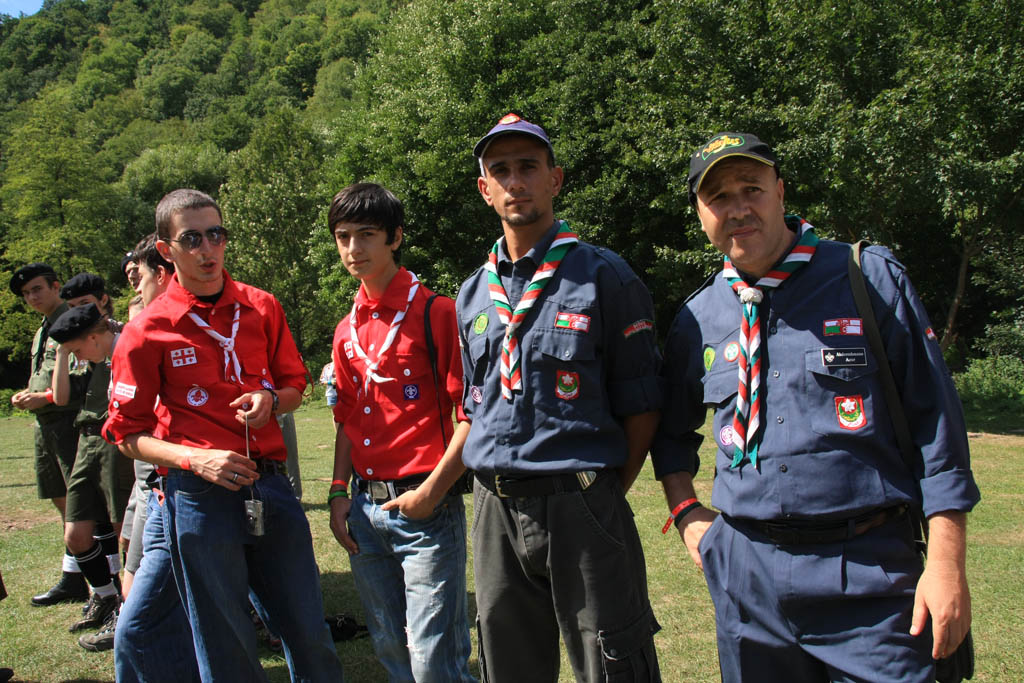
Грузинські та алжирські скаути